# Едгар Георг Ульмер
Едґар Ґеорґ Ульмер (нім. Edgar Georg Ulmer; 17 вересня 1904, Оломоуць, Австро-Угорщина — 30 вересня 1972, Вудленд-Гіллс, Каліфорнія, США) — єврейсько-моравський, австрійсько-американський кінорежисер, який в основному працював над низькобюджетними фільмами. Найвідоміші фільми Ульмера — фільм жахів «Чорний кіт» (1934) і фільм-нуар «Об'їзд» (1945).

## Раннє життя
Едґар Ґ. Ульмер народився 17 вересня 1904 в Оломоуці (Моравія, Австро-Угорщина) в єврейській сім'ї. Ще підлітком Ульмер почав працювати в  Відні декоратором в театрі австрійського режисера  Макса Рейнхардта. Він вивчав архітектуру й філософію, пробував себе в ролі театрального актора. У 1923 році Ульмер в складі театру Рейнхардта приїжджав до США з п'єсою «Чудо», яка йшла на  Бродвеї.
Після повернення до Німеччини Ульмер працював асистентом режисера у  Ф. В. Мурнау, а потім — художником-постановником його фільму «Схід сонця», який знімали в Голлівуді в 1927 році. Потім Ульмер повернувся до Німеччини, де спільно з  Робертом Сьодмаком поставив свій перший художній фільм «Чоловіки неділі» (1929). Потім Ульмер переїхав до Голлівуду, де працював художником і сценаристом, зокрема, у фільмі В. Ф. Мурнау «Табу».

## Кар'єра
Після трьох років роботи художником у США, наприкінці 1933 року Ульмер узявся до режисерської роботи. Першим повнометражним фільмом, поставленим Ульмером у США, був «Зруйновані життя», низькобюджетний фільм про жахи венеричного захворювання. Він був знятий у Голлівуді на плівку надану Американською асоціацією громадської гігієни для Канадської ради громадського здоров'я та вперше показаний у Торонто.
Його другий фільм «Чорний кіт» за участю  Бели Лугоші і  Бориса Карлоффа був зроблений для студії «Юніверсал Пікчерс». Продемонструвавши вражаючий візуальний стиль, фільм став найбільшим хітом «Юніверсал» у той сезон.
В Ульмера почався роман з дружиною продюсера Макса Александера, який був племінником голови студії «Юніверсал»  Карла Леммле. Розлучення Ширлі Александер з чоловіком і її подальший шлюб з Ульмером призвели до того, що Ульмер фактично був позбавлений можливості працювати на великих голлівудських кіностудіях. У підсумку, Ульмер провів більшу частину своєї режисерської кар'єри знімаючи  фільми категорії Б на невеликих студіях.
Щоб отримати хоча б якусь роботу в кіно, Ульмер був змушений перебратися в Нью-Йорк. Дуже небагато талановитих режисерів Голлівуду в той час їхали на Схід, і Ульмер, маючи за плечима досвід роботи в Голлівуді і в Німеччині, став справжньою знахідкою для нью-йоркських кіновиробників. Він, у свою чергу, знайшов місце, де може продовжити свою кар'єру, створюючи фільми для продюсерів, що працюють з конкретною, досить значною аудиторією. Ульмер спочатку спеціалізувався на «етнічних» фільмах, зокрема, на  українську тему — «Наталка полтавка» (1937), «Козаки на засланні» (1939), і на їдиші — «Світло попереду» (1939), «Американський сват» (אַמעריקאַנער שדכן —  амеріканер шатхн , 1940). Найвідомішим серед фільмів на їдиші став «Зелені поля» (1939), поставлений спільно з Яковом Бен-Амі.
Значну частину своєї кар'єри Ульмер провів на студії PRC, що займала до його приходу нижчу ланку серед бідних студій Голівуду. У жовтні 1943 року він підписав зі студією довгостроковий контракт і поставив фільм «Джазовий майданчик». Саме в цей період почала формуватися репутація Ульмера як свого роду кінематографічного фокусника, який умів реалізовувати хороші ідеї на екрані за дуже маленькі гроші. Цьому багато в чому сприяла допомога його дружини Ширлі Ульмер, яка працювала сценаристом і сценарним редактором у багатьох його фільмах.

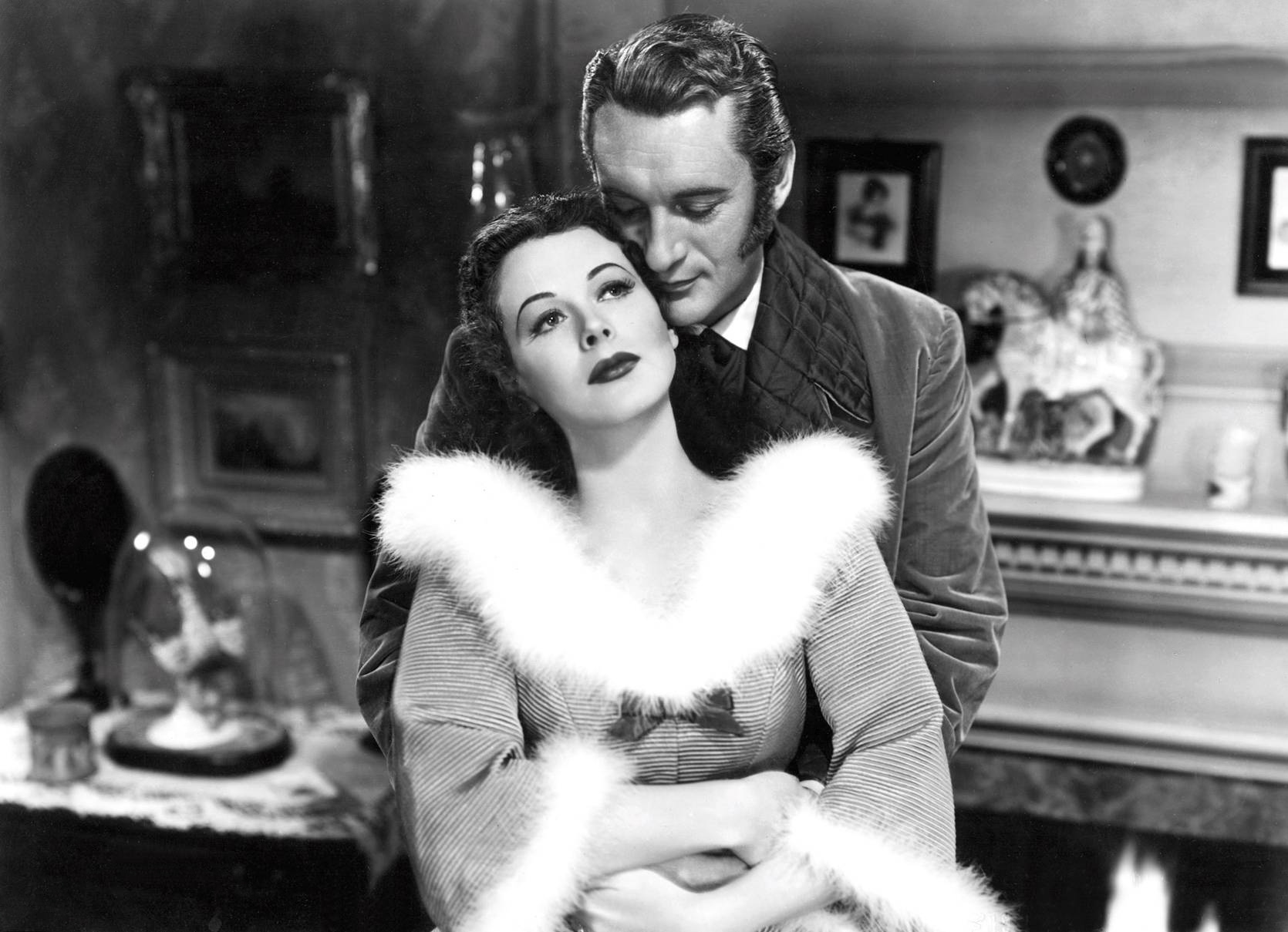
Кадр з фільму «Дивна жінка» з Хеді Ламар

Ульмер пропрацював на PRC аж до 1947 року, коли його запросили на студію «Юнайтед Артистс» поставити фільм «Дивна жінка». Це була перша за 13 років можливість для Ульмера попрацювати на великій студії. Усього в 1947 році Ульмер зробив три великих фільми, які отримали широкий прокат і критику — «Дивна жінка», «Карнегі-хол» і «Безжальний». Нуаровий історичний трилер «Дивна жінка» із Хеді Ламарр критики відносять до його кращих фільмів. «Безжальний» був також досить вдалим нуаровим експериментом у дусі «Громадянина Кейна». «Карнегі-хол» був поставлений за сприяння диригента  Фріца Райнера, який був хрещеним батьком дочки Ульмера Аріани. У фільмі представлені виступи багатьох провідних представників класичної музики того часу, включаючи самого Райнера,  Яшу Хейфеца,  Артура Рубінштейна,  Григорія П'ятигорського і Лілі Понс.
У 1949 році Ульмер зняв в Італії історичний  пригодницький  бойовик «Пірати Капрі», після чого повернувся до «Юнайтед Артистс», де в 1951 році поставив фільм «Людина з планети Х», одну з перших і найбільш дивних (і дуже популярних) науково-фантастичних історій про прибульців. У 1951 році Ульмер зняв у Нью-Йорку досить оригінальну комедійну драму «Святий Бенні кишеньковий злодій», але більшість фільмів Ульмера протягом наступних років була досить традиційною за змістом і постановкою.
На початку 1960-х років Ульмер випустив серію дивних, захоплюючих низькобюджетних науково-фантастичних фільмів «За межами бар'єра часу» (1960), «Вражаюча прозора людина» (1960) і «Атлантида (Подорож під пустелею)» (1961), останній з яких став ремейком фільму його друга Сеймура Небензала, поставленого в Німеччині в 1932 році. Ульмер завершив свою кар'єру в 1965 році однією з найбільш незвичайних драм про Другу світову війну, фільмом «Печера (Семеро проти смерті)».
Едґар Ульмер помер 30 вересня 1972 після інсульту у Вудленд-Гіллс, Каліфорнія, .

## Фільмографія
- 1930 — Люди неділі /  Menschen am Sonntag  (з колегами)
- 1933 — Зруйновані життя /  Damaged Lives
- 1934 —  Чорний кіт /  The Black Cat
- 1937 — Наталка Полтавка /  Natalka Poltavka
- 1939 — Козаки у вигнанні /  Cossacks in Exile
- 1939 — Світло попереду /  The Light Ahead
- 1939 — Зелені поля /  Green Fields  (з-режисер)
- 1939 — Місяць над Гарлемом /  Moon Over Harlem
- 1943 — Дівчата в ланцюгах /  Girls in Chains
- 1944 —  Синя борода /  Bluebeard
- 1945 — Дивна ілюзія /  Strange Illusion
- 1945 —  Об'їзд /  Detour
- 1946 —  Дивна жінка /  The Strange Woman
- 1947 —  Карнегі-хол /  Carnegie Hall
- 1948 —  Безжальний /  Ruthless
- 1949 — Пірати Капрі /  The Pirates of Capri
- 1951 — Людина з планети Х /  The Man from Planet X
- 1951 — Святий Бенні кишеньковий злодій /  St. Benny the Dip
- 1952 — Малі в Багдаді /  Babes in Bagdad
- 1955 — Вбивство — моя робота /  Murder Is My Beat
- 1955 — Голий світанок /  The Naked Dawn
- 1957 — Дочка доктора Джекілла /  Daughter of Dr. Jekyll
- 1958 — Оголена Венера /  Naked Venus
- 1960 — Вражаюча прозора людина /  The Amazing Transparent Man
- 1960 — За межами бар'єра часу /  Beyond the Time Barrier
- 1964 — Семеро проти смерті (Печера) /  Sette contro la morte / The Cavern